# Печорский округ
Печорский округ — административно-территориальная единица в составе Коми АССР, существовавшая в 1936—1941 годах.
Печорский округ с центром в селе Усть-Уса был образован в составе АО Коми (Зырян) (с 5 декабря 1936 — Коми АССР) 5 марта 1936 года. Он включал 3 района: Ижемский, Усть-Усинский и Усть-Цилемский. Причиной создания округа стала необходимость развития севера Коми АССР, где в этот период начиналась разработка Печорского угольного бассейна. 9 октября 1941 года округ был ликвидирован, входящие в него районы подчинены непосредственно Коми АССР.
По данным переписи 1939 года в округе проживало 70,5 тыс. чел. В том числе коми — 55,4%; русские — 39,4%; украинцы — 2,3%; ненцы — 1,3%.

### Административное деление

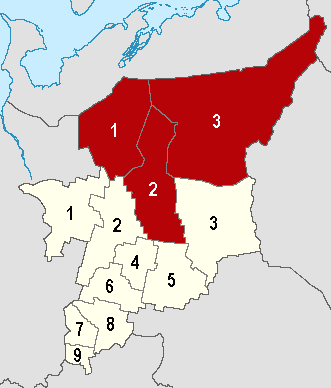
Печорский округ на карте Коми АССР по состоянию на 1 августа 1936 года

Районы, подчиненные Печорскому округу:
1. Усть-Цилемский район. Центр — село Усть-Цильма
2. Агинский район. Центр — село Ижма
3. Усть-Усинский район. Центр — село Усть-Уса

Районы, подчиненные Коми АССР:
1. Удорский район. Центр — село Кослан
2. Усть-Вымский район. Центр — село Усть-Вымь
3. Троицко-Печорский район. Центр — село Троицко-Печорск
4. Сторожевский район. Центр — село Сторожевск
5. Усть-Куломский район. Центр — село Усть-Кулом
6. Сыктывдинский район. Центр — село Выльгорт
7. Прилузский район. Центр — село Объячево
8. Сысольский район. Центр — село Визинга
9. Летский район. Центр — село Летка

14 июля 1939 года Указом президиума Верховного Совета РСФСР в Коми АССР был образован Ухтинский район. В состав района вошли Кедва-Вомский, Порожский, Усть-Ухтинский, Изва-Ийльский сельсоветы и город Чибью (переименован в Ухту) Печорского округа.